# Hobița, Hunedoara
Hobița este un sat în comuna Pui din județul Hunedoara, Transilvania, România. Se află în partea de sud a județului, în Depresiunea Hațeg.

## Lăcașuri de cult
Satul Hobița este situat în partea superioară a văii Râu-Bărbat, înspre culmile înzăpezite ale Munților Retezat. Este păstrătorul unei biserici din piatră, cu hramul „Sfântul Mare Mucenic  Gheorghe”. De plan dreptunghiular, cu absida semicirculară nedecroșată, lăcașul este prevăzut cu un turn zvelt, ridicat deasupra unicei intrări apusene. Cu excepția coifului de tablă al clopotniței, la acoperișul propriu-zis s-a folosit țiglă. Edificiul a fost construit în anul 1876, în timpul păstoririi preotului unit Ștefan Sora. Reparat în 1996 și 2005, lăcașul a fost împodobit iconografic în anul 2005 de ieromonahul Porfirie Cuciuc din Petroșani. Predecesoarea sa fusese o bisericuță de lemn, înălțată în jurul anului 1770; harta iosefină a Transilvaniei (1769-1773) și conscripția din 1829-1831 îi menționează existența. La rându-i, și aceasta succedase altei ctitorii de bârne, înscrisă în tabelele recensămintelor ecleziastice ale anilor 1733, 1750 și 1761-1762.

## Imagini

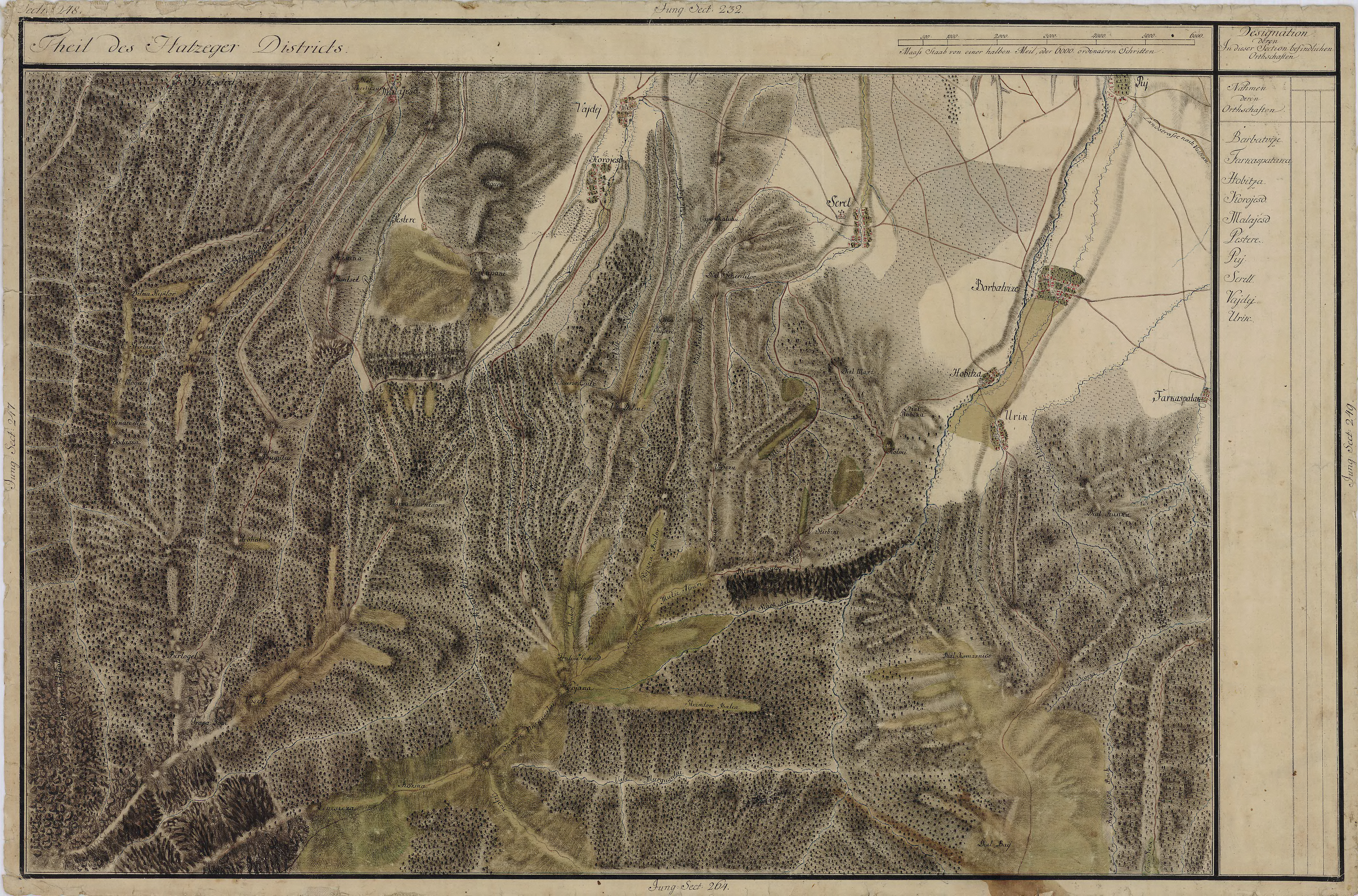
Hobița în Harta Iosefină a Transilvaniei, 1769-1773
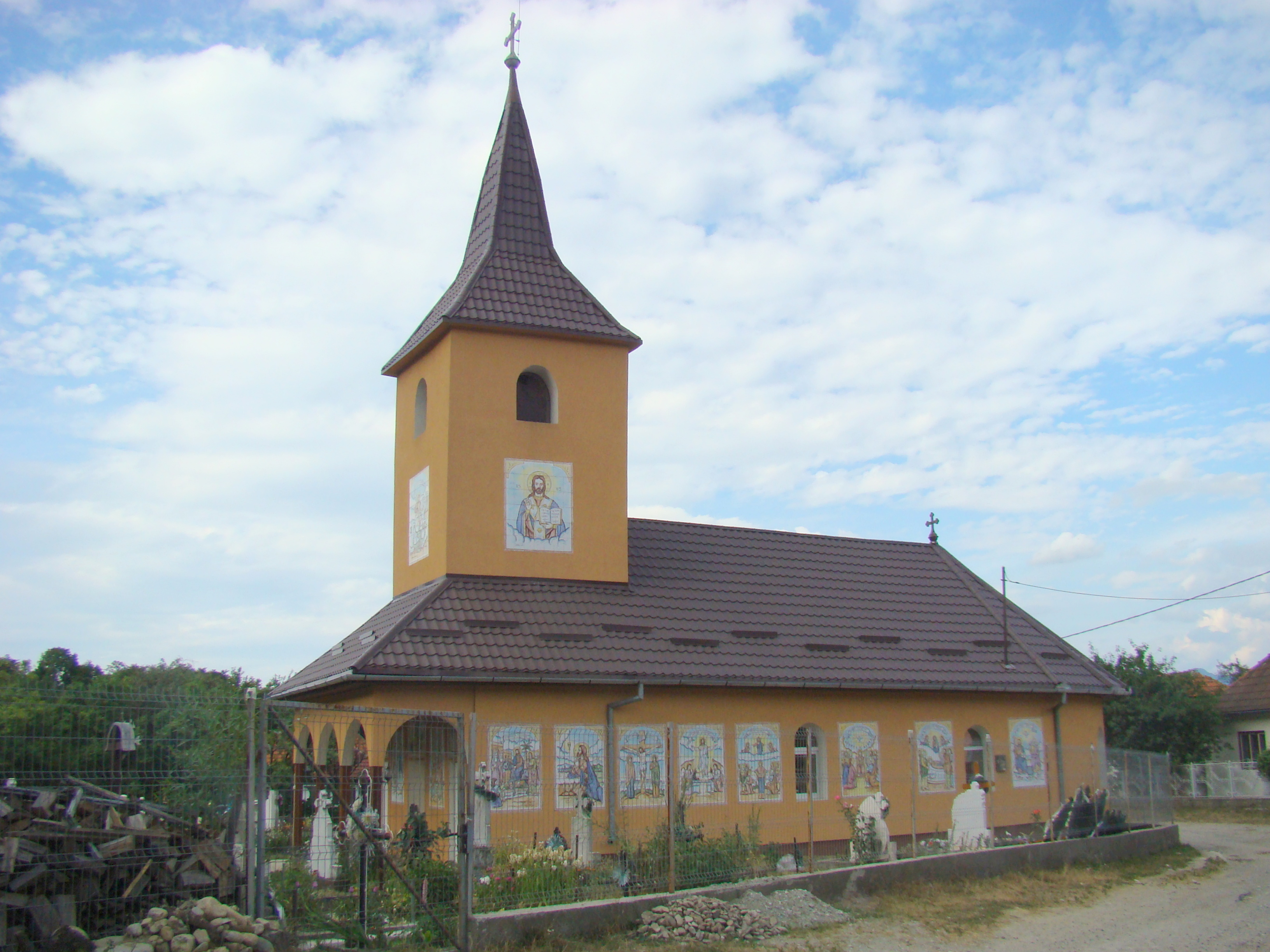
Biserica „Sfântul Mare Mucenic  Gheorghe”

## Personalități
- Mircea Dăneasa (n. 1955), pictor și sculptor.